# ایمسهون
ایمسهون (به هلندی: Eemshaven) یک منطقهٔ مسکونی در هلند است که در ایمس‌موند واقع شده‌است.